# Lac de Scapuccioli
Le lac de Scapuccioli est un petit lac de Haute-Corse, situé dans le massif du Monte Rotondo à 2 338 m d'altitude. Il fait partie de la réserve naturelle du massif du Monte Rotondo.

## Géographie
Il est situé entre le lac de Bettaniella et le lac de Cavacciole.